# Na klar, Lotta kann radfahren
Na klar, Lotta kann radfahren ist ein Kinderbuch der schwedischen Kinderbuchautorin Astrid Lindgren, das 1971 unter dem Originaltitel Visst kan Lotta cykla beim Verlag Rabén und Sjögren in Stockholm erschienen ist und von Ilon Wikland illustriert wurde. Ins Deutsche übersetzt wurde es von Thyra Dohrenburg und erschien 1972 im Verlag Friedrich Oetinger in Hamburg.

## Inhalt
Die Hauptfigur in diesem Buch ist das vierjährige Mädchen Lotta, das sich zu seinem fünften Geburtstag ein richtiges Fahrrad wünscht. Ihre älteren Geschwister Jonas und Mia-Maria haben bereits richtige Fahrräder, aber Lotta hat nur ein Dreirad. Lottas Eltern meinen allerdings, dass Lotta ruhig noch ein bisschen damit fahren sollte, bevor sie ein richtiges Fahrrad bekommt. Lotta ist da aber ganz anderer Meinung und beschließt daher, ein Fahrrad zu 'mopsen', wenn sie keins geschenkt bekommt.

An ihrem Geburtstag bekommt sie dann zwar viele tolle Geschenke (unter anderem Spielzeugautos, ein Bilderbuch, ein Springseil, eine Schaukel und ein Armband), aber eben kein Fahrrad. Lotta ist enttäuscht, aber sie weiß, wo sie ein Fahrrad finden kann: im Schuppen von Tante Berg, die in dem Haus nebenan wohnt. Als Tante Berg ihren Mittagsschlaf macht, schleicht Lotta also in den Schuppen, holt das Fahrrad, das viel zu groß für sie ist, und saust damit die Krachmacherstraße runter. Da Lotta aber nicht weiß, wie man mit einem Fahrrad bremst, kracht sie in die Hecke von Tante Bergs Haus und landet in den Rosensträuchern. Lotta schämt sich, dass sie das Fahrrad genommen hat, aber Tante Berg macht ihr deswegen keine Vorwürfe. Da bemerkt Lotta allerdings, dass sie ihr neues Armband verloren hat, und ist sehr traurig.

Abends kommt Lottas Vater von der Arbeit nach Hause und bringt tatsächlich ein Fahrrad für Lotta mit. Es ist zwar alt, gebraucht und billig, aber Lotta freut sich darüber mehr als über alle anderen Geschenke. Schließlich findet Tante Berg auch noch Lottas Armband.

## Bilderbuchfilm
2007 brachte der Oetinger Verlag die DVD Lotta kann fast alles heraus. Auf dieser ist das Bilderbuch mit den Illustrationen von Ilon Wikland animiert als Film zu finden. Der Film kann auf Deutsch und auf Englisch angesehen werden. Außerdem gibt es einen weiteren Bilderbuchfilm, Lotta kann fast alles, auf der DVD. Daneben können sich die Zuschauer mit Hilfe von Lottas Wörterbuch englische Vokabeln anschauen. Die Sprecherinnen aus dem Film sind Anne Moll (Deutsch) und Nicola Ransom (Englisch). Die Regie führte Pelle Ferner und Mattias Wennerfalk war für die Animation verantwortlich. Die Musik und die Geräusche steuerte Elin Ferner bei.

## Ausgaben
Deutsche Ausgabe
Na klar, Lotta kann radfahren. Oetinger Verlag; Auflage: 26., Aufl. (Februar 1972). ISBN 3-789161365
Schwedische Ausgabe
Visst kan Lotta cykla. Rabén und Sjögren Boksforlag, Stockholm, 1971.
Englische Ausgabe
Lotta's Bike. Methuen Chi.Bks. (18. Januar 1973). ISBN 0416766005

## Referenzen
Na klar, Lotta kann radfahren ist in dem literarischen Nachschlagewerk 1001 Kinder- und Jugendbücher – Lies uns, bevor Du erwachsen bist! für die Altersstufe 3+ Jahre enthalten.